# Rubus guyanensis
Rubus guyanensis är en rosväxtart som beskrevs av Wilhelm Olbers Focke. Rubus guyanensis ingår i släktet rubusar, och familjen rosväxter.

## Underarter
Arten delas in i följande underarter:
- R. g. vulcanicola
- R. g. vulcanicola